# 인빈 김씨
인빈 김씨(仁嬪 金氏, 1555년 3월 31일(음력 2월 29일) ~ 1613년 11월 30일(음력 10월 29일))는 조선 선조의 후궁이다. 추존 국왕 원종의 생모이자 인조의 할머니이기도 하다. 본관은 수원(水原)이다.

## 생애

### 출생
1555년(명종 10년) 음력 2월 29일, 김한우와 전주 이씨의 딸로 태어났다. 인빈의 외조부인 이효성은 왕실의 일원으로, 효령대군의 아들인 보성군의 증손자이므로 선조와는 외가의 촌수상으로 14촌 남매지간이다. 또 인빈의 언니가 신경과 결혼하여 낳은 딸은 광해군의 후궁으로 책봉된 소원 신씨이다.

### 후궁 시절

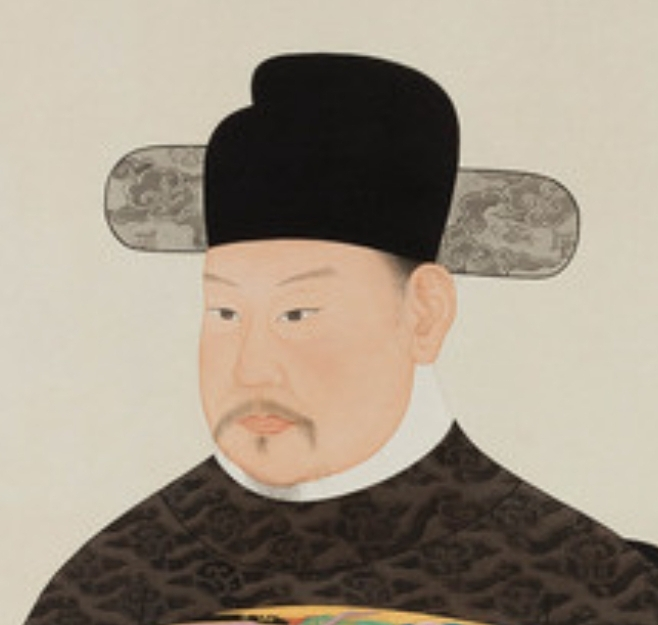
정원군(定遠君, 1580-1619)
----선조와 인빈 김씨의 셋째 아들이며 16대 국왕 인조의 생부이다. 인조반정 이후 정원대원군을 거쳐 원종으로 추존되었다.

이종 언니이자 명종의 후궁이었던 숙의 이씨(경빈 이씨)가 김씨를 데려다가 궁중에서 양육했는데, 명종의 왕비인 인순왕후의 눈에 들어 인순왕후의 심부름을 하게 되었다. 인순왕후가 선조에게 후궁으로 추천하여 1573년(선조 6년) 내명부 종4품 숙원(淑媛)에 책봉되었다. 이후 정3품 소용(昭容), 종2품 숙의(淑儀), 종1품 귀인(貴人)을 거쳐 1604년(선조 37년) 11월 12일, 정1품 인빈(仁嬪)에 책봉되었다.

인빈은 광해군의 생모이자 선조의 후궁이었던 공빈 김씨와 평소에 사이가 좋지 않았다. 공빈 김씨가 산후병으로 죽자 선조의 총애가 모두 인빈에게 옮겨가게 되었다. 또 이때를 틈타 인빈은 그녀의 아우인 김공량이 이산해 부자와 결탁하여 광해군의 세자 책봉 문제를 건의한 정철 등을 유배시키고 서인들을 조정에서 축출하는데 성공했다. 이로 인해 선조의 광해군에 대한 총애도 점차 사그라들었다.
 
(공빈 김씨가 죽고)
소용(昭容) 김씨(金氏)가 【뒤에 인빈(仁嬪)이 되었다.】 곡진히 보호하면서 공빈의 묵은 잘못을 들춰내자,
상(선조)이 더 이상 불쌍히 생각하지 않고 ‘공빈이 나를 저버린 것이 많다.’고 하였다.
이로부터 김소용이 특별한 은총을 입어 임금의 사랑을 독차지하니 이는 전에 비할 바가 아니었다.

 — 《선조수정실록》 11권,
선조 10년(1577년 명 만력(萬曆) 5년) 5월 1일(무자)
선조는 인빈 김씨와의 사이에서 낳은 신성군을 매우 총애하였고, 인빈은 내심 신성군이 세자가 되길 바랬으나 임진왜란이 발발하자 선조는 광해군을 세자로 책봉하였고, 신성군은 의주에서 병사하였다.
인빈은 이후 선조의 미움을 받던 광해군을 변호했고 임해군의 옥사가 있을 때에는 그녀의 소생들이 정사 공신에 책록됐다. 이로 인해 광해군은 ‘내가 서모의 은혜를 받아서 오늘이 있게 된 것이니, 그 의리를 감히 잊지 못한다.’라고 말하였다.

### 사망
1613년(광해군 5년) 10월 29일, 59세를 일기로 사망하였다. 이 소식을 들은 광해군은 조회를 3일간 정지하라고 명하였으나 사헌부에서 "인빈은 후궁일 따름이니, 법에 조회를 중지하는 예가 없었고, 예에도 역시 근거가 없습니다. 사사로운 은혜로 예법을 폐할 수는 없습니다,"라고 반대하여 무마되었다.
인빈 김씨의 졸기

선조(宣祖)의 후궁인 인빈 김씨(仁嬪 金氏)가 졸하였다.
【빈은 의안군(義安君) · 신성군(信城君) · 원종대왕(元宗大王) · 의창군(義昌君) 등
 네 명의 왕자와 다섯 옹주를 낳았는데, 술수가 있어 미봉을 잘하였다.
 그 아우인 김공량(金公諒)이 천한 관리로서 이산해(李山海) 부자와 서로 결탁하였는데,
 이산해가 드디어 유언비어로서 궁궐과 내통하여 대신을 참소해 떠나게 하였다.
 이때부터 빈이 정사에 간여한다는 비난을 받았고
 이산해도 역시 사론(士論)에 버림을 받았다.
 왕(광해군)의 어머니인 공빈(恭嬪)이 본래 인빈과 틈이 있었는데,
 공빈이 산병(産病)으로 죽자 인빈이 공빈을 대신하게 되었다.
 왕의 형제에 대한 (선조의) 총애는 드디어 줄어들었고
 산해가 대신을 참소한 것은 이 기회를 틈탄 것이었다.
 왕의 형제(임해군 · 광해군)가 이 때문에 인빈을 매우 원망했으며,
 인빈의 집안 사람들 역시 인빈을 생각하며 이러한 상황을 위태롭게 여겼다.
 왕(광해군)이 동궁에 있을 때 자주 선조의 뜻을 잃자,
 대비 이하 여러 후궁들이 동궁을 대할 때 불경한 경우가 많았다.
 그러나 빈만은 유독 동궁을 후하게 섬겨서
 바라는 바를 모두 은밀히 상(선조)에게 아뢰어 이루어 주었다.
 유영경이 정인홍을 공격할 때 선조가 한창 동궁에게 노여움을 가졌으나,
 빈이 변명을 하여 풀어졌다.
 왕이 즉위한 뒤 임해군의 옥사가 일어나자 빈이 궁중에서 힘을 썼기 때문에,
 원종대왕과 의창군이 모두 정사 공신에 참여할 수 있었다.
 왕(광해군)이 일찍이 말하기를
 "내가 서모(庶母)의 은혜를 받아서 오늘이 있게 된 것이니, 그 의리를 감히 잊지 못한다."
 하였다.
 이 때문에 빈이 죽을 때까지 정원군 형제들이 모두 탈이 없었다.】

 — 《광해군일기》[중초본] 71권,
광해 5년(1613년 명 만력(萬曆) 41년) 10월 29일 (계축)
경기도 남양주시 진접읍 내각리에 장사지냈으며, 1755년(영조 31년) 앞서 영조가 격상한 숙빈 최씨(영조의 생모)와 격을 맞추어 경혜(敬惠)라는 두 글자 시호를 증시하고, 호칭도 원으로 격상하여 순강원(順康園)으로 올렸으며, 사당 역시 방에서 궁으로 격상하여 궁호를 저경궁(儲慶宮)으로 올렸다. 그와 함께 인빈이 입궁하는데 결정적 역할을 한 숙의 이씨도 경빈(慶嬪)에 추증되었다.
1908년에 왕의 사친이었던 여러 후궁들의 신주를 모두 육상궁으로 옮기며 인빈의 신주 역시 육상궁으로 옮겨졌다. 현재 서울특별시 종로구 궁정동 칠궁에 그 위패가 모셔져 있다. 1991년 10월 25일 순강원이 사적 제356호로 지정되었다.

## 가족 관계
| 조선의 후궁 | 인빈 김씨 仁嬪 金氏 | 출생                                                    | 사망                                                 |
| 조선의 후궁 | 인빈 김씨 仁嬪 金氏 | 1555년 3월 31일 (음력 2월 29일) 조선 황해도 해주 남성촌 | 1613년 11월 30일 (음력 10월 29일) (58세) 조선 한성부 |

|    |                     | 본관 | 생몰년          | 부모                              | 비고 |
| -- | ------------------- | ---- | --------------- | --------------------------------- | ---- |
| 부 | 김한우 金漢佑       | 수원 | 1501년 - 1577년 | 김순은 金順銀 고령 박씨 高靈 朴氏 |      |
| 모 | 전주 이씨 全州 李氏 | 전주 | 미상            | 이효성 李孝性 -                   |      |

| 조선 제14대 국왕 | 선조 宣祖 | 출생                                                        | 사망                                                               |
| 조선 제14대 국왕 | 선조 宣祖 | 1552년 11월 26일 (음력 11월 11일) 조선 한성부 인달방 도정궁 | 1608년 3월 16일 (음력 2월 1일) (55세) 조선 한성부 정릉동 행궁 정침 |

| 작호 | 작호                            | 이름            | 생몰년                      | 배우자                                       | 비고                                             |
| ---- | ------------------------------- | --------------- | --------------------------- | -------------------------------------------- | ------------------------------------------------ |
| 장남 | 의안군 義安君                   | 성 珹           | 1577년 - 1588년             | 미혼                                         |                                                  |
| 차남 | 신성군 信城君                   | 후 珝           | 1579년 - 1592년             | 군부인 평산 신씨 郡夫人 平山 申氏            |                                                  |
| 3남  | 정원군 定遠君 원종대왕 元宗大王 | 부 琈           | 1580년 - 1619년             | 연주군부인 구씨 連珠郡夫人 인헌왕후 仁獻王后 | 제16대 국왕 인조의 아버지 인조 10년(1632년) 추존 |
| 장녀 | 정신옹주 貞愼翁主               |                 | 1582년 - 1653년             | 달성위 서경주 達城尉 徐景霌                  |                                                  |
| 차녀 | 정혜옹주 貞惠翁主               | 1584년 - 1638년 | 해숭위 윤신지 海嵩尉 尹新之 | 숙종비 인경왕후의 고조모                     |                                                  |
| 3녀  | 정숙옹주 貞淑翁主               | 1587년 - 1627년 | 동양위 신익성 東陽尉 申翊聖 |                                              |                                                  |
| 4남  | 의창군 義昌君                   | 광 珖           | 1589년 - 1645년             | 군부인 양천 허씨 郡夫人 陽川 許氏            |                                                  |
| 4녀  | 정안옹주 貞安翁主               |                 | 1590년 - 1660년             | 금양위 박미 錦陽尉 朴瀰                      |                                                  |
| 5녀  | 정휘옹주 貞徽翁主               | 1593년 - 1653년 | 전창군 유정량 全昌君 柳廷亮 |                                              |                                                  |

## 인빈 김씨가 등장하는 작품
- 《임진왜란》(MBC, 1985년~1986년, 배우:엄유신)
- 《허준》(MBC, 1999년~2000년, 배우:장서희)
- 《왕의 여자》(SBS, 2003년~2004년, 배우:이혜숙)
- 《불멸의 이순신》(KBS1, 2004년, 배우:김미라)
- 《구암 허준》(MBC, 2013년, 배우:정시아)
- 《불의 여신 정이》(MBC, 2013년, 배우:한고은)
- 《왕의 얼굴》(KBS2, 2014년~2015년, 배우:김규리)
- 《징비록》(KBS1, 2015년, 배우:김혜은)